# Аудиометрия
Аудиоме́трия (от лат. audio слышу и греч. metron мера), акуметрия (от греч. akúo — слышу) — измерение остроты слуха, определение слуховой чувствительности к звуковым волнам различной частоты. Исследование проводит врач-сурдолог. Точное исследование проводят с помощью аудиометра, но иногда может проводиться проверка с применением камертонов. Аудиометрия позволяет исследовать как костную, так и воздушную проводимость. Результатом тестов является аудиограмма, по которой отоларинголог может диагностировать потерю слуха и различные болезни уха. Регулярное исследование позволяет выявить начало потери слуха.

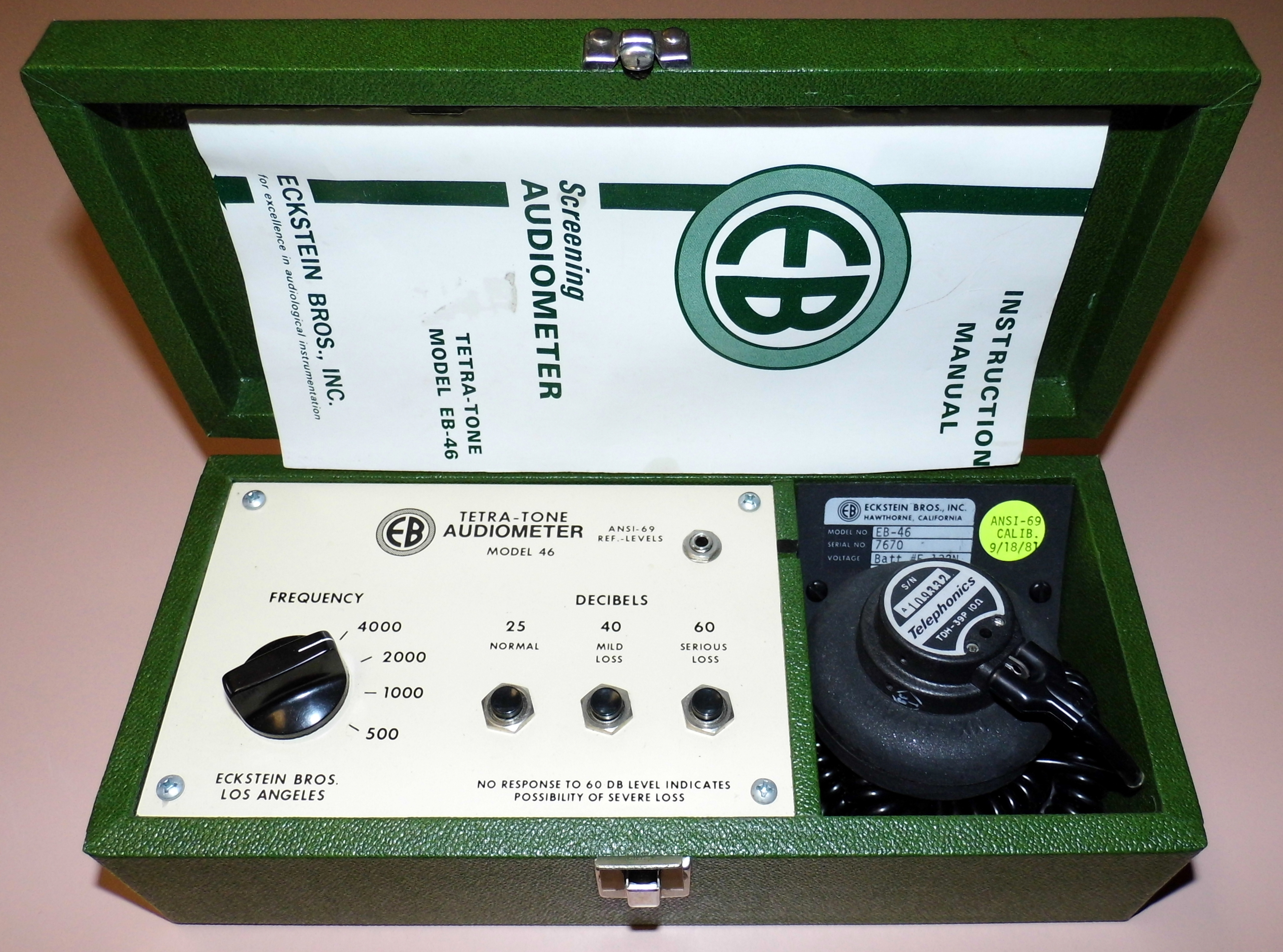
Портативный аудиометр Tetra-Tone Model EB-46 1975г

## Виды исследований

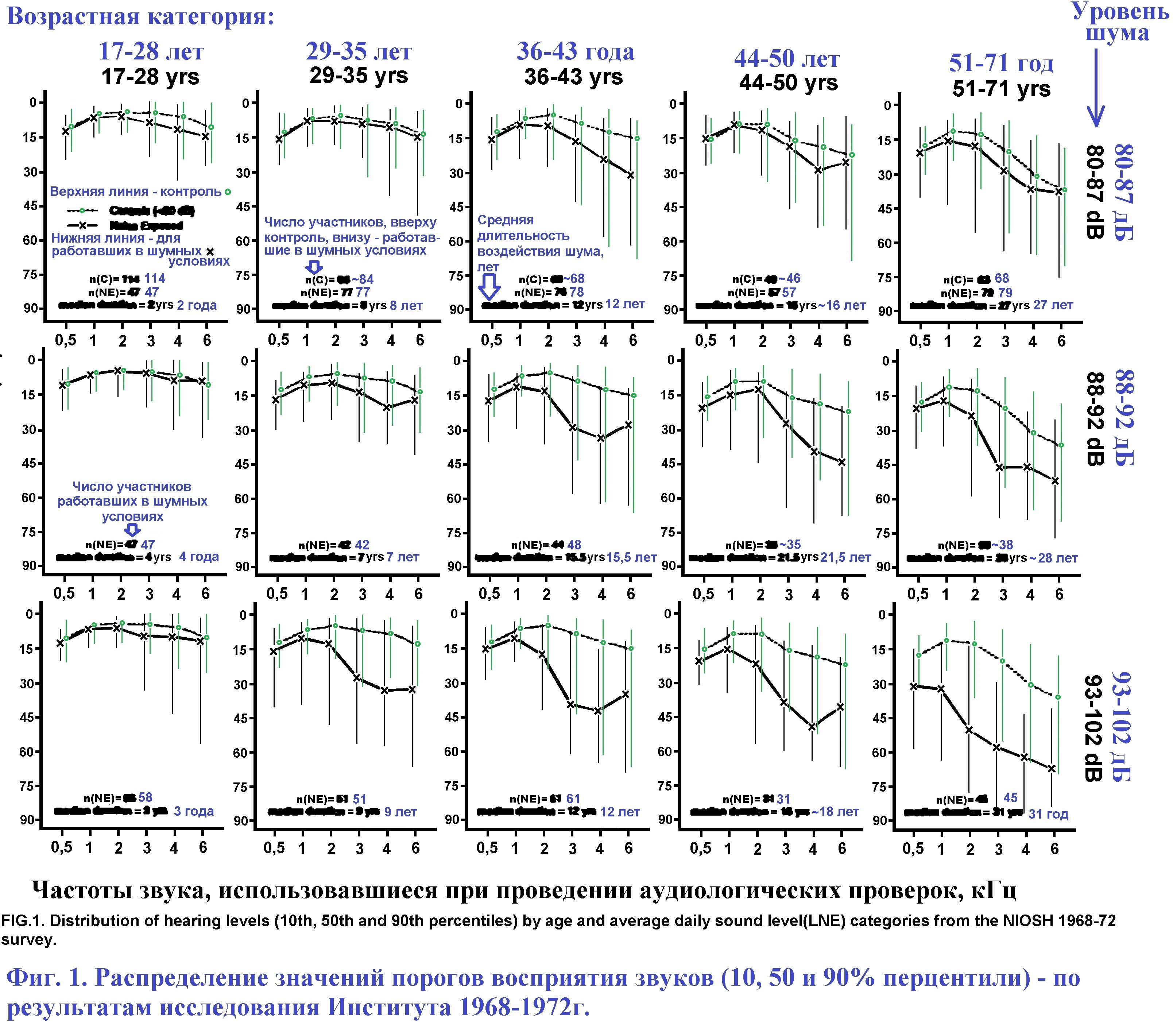
Ожидаемые «групповые» аудиограммы у людей, подвергающихся чрезмерному воздействию шума. Сплошной линией показано восприятие звуков разных частот (и соответственно — ухудшение слуха), которое произойдёт с вероятностью 50 %. Видно, что ухудшение восприятия звуков происходит сначала и в большей степени для звуков высоких частот, а затем — средних и низких. Это позволяет выявлять вызванное шумом ухудшение слуха на начальных стадиях — до того, как оно станет оказывать значительное негативное влияние на жизнь рабочего (мешать общаться и т.п.). Источник

### Тональная аудиометрия
Одно из первых упоминаний проверки слуха с помощью звуков разных частот относится к 1889 году. Немецкий отологист Артур Вильгельм Гартман использовал источники звуков разных частот (камертоны, частота от 128 до 8072 Гц), определял с их помощью воздушную и костную проводимость, и представлял результат в графическом виде. Его предшественники современных аудиограмм были не с линиями, соединяющими результаты измерений для разных частот, а в виде столбчатых диаграмм. 
Исследование, позволяющее оценить порог слышимости (в децибелах) типовых частот. Тестирование проводится на типовых частотах в диапазоне (125—8000 Гц).
Для полной проверки слуха во всём диапазоне частот применяется тестирование в расширенном частотном диапазоне (125—20 000 Гц).
Типовые частоты (125, 160, 200, 250, 315, 400, 500, 630, 750, 800, 1000, 1250, 1500, 1600, 2000, 2500, 3000, 3150, 4000, 5000, 6000, 6300, 8000, 9000, 10 000, 11 200, 12 500, 14 000, 16 000, 18 000, 20 000 Гц).
Тональная аудиометрия может использоваться при проведении периодических медосмотров работников, подвергающихся воздействию сильного шума, для выявления начальных этапов необратимого и неизлечимого ухудшения слуха (нейросенсорной тугоухости). При опасном воздействии шума ухудшение обычно начинается с области высоких частот, что мало сказывается в повседневной жизни; а качественная аудиологическая проверка позволяет его выявить.

### Речевая аудиометрия
Проводится для выявления качества распознавания человеческой речи на различных уровнях звука (в децибелах).

### In situ аудиометрия
Методика, преимущество которой состоит в том, что она позволяет учесть в процедуре коррекции слуха не только собственно недостатки слуховой системы пациента, но и характеристики устройств звуковоспроизведения, внутриканальных вкладышей, вентов и звуководов слухового аппарата.
Встроенныя в слуховые аппараты приложения, реализованные на основе вычислительных платформ современных смартфонов и планшетов, функция in situ аудиометрии дает пациенту возможность самостоятельно выполнить процедуру тональной аудиометрии. 
Цифровые слуховые аппараты со встроенной функцией in situ аудиометрии используют рассчитанные коэффициенты усиления звука, значения которых вычисляются при помощи специальных методов (англ. prescription method), из которых наиболее известными являются NAL-PR, POGO и Berger.

## Методы исследований

### Воздушная проводимость

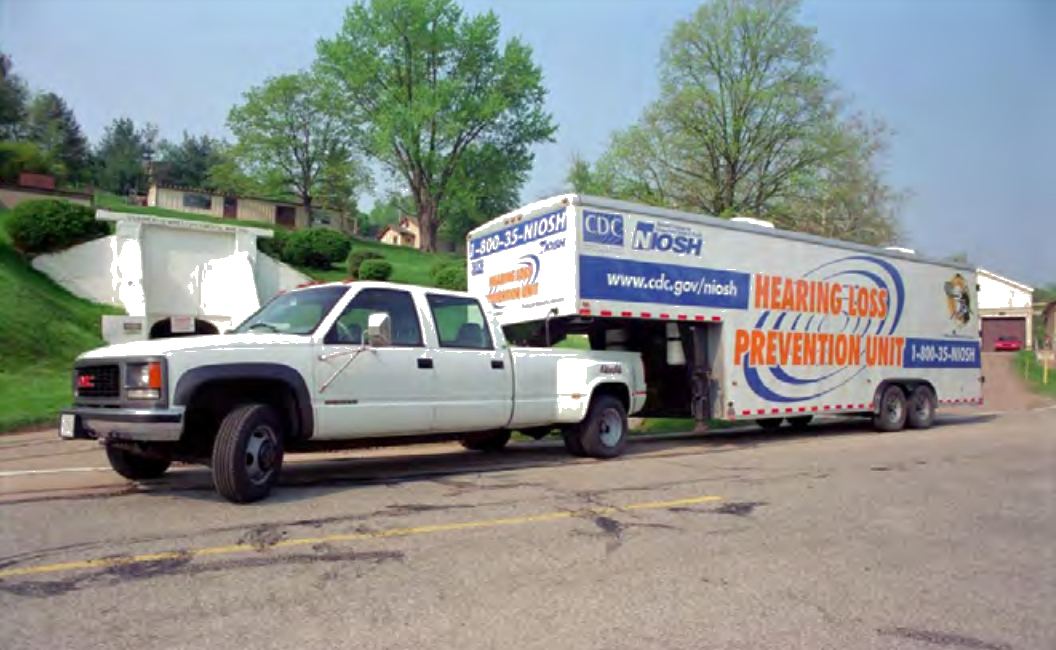
Мобильный измеритель порогов восприятия звуков NIOSH

Метод, позволяющий оценить качество работы всего слухового тракта.
Уровень звука регулируется в децибелах и имеет максимальное значение на уровне 120 дБ.
Для определения состояния слуха у работников, и оценки реальной эффективности средств индивидуальной защиты от шума, Национальный институт охраны труда (NIOSH) разрабатывает и применяет мобильные измерительные аудиометрические лаборатории (пример на иллюстрации).

### Костная проводимость
Метод, позволяющий оценить качество работы внутреннего уха.
Уровень звука регулируется в децибелах и имеет максимальное значение на уровне 70 дБ.